# Староминский район
Староминский райо́н — административно-территориальная единица и муниципальное образование (муниципальный район) в Краснодарском крае России.
Административный центр — станица Староминская.

## География
Староминский район называют «северными воротами» Краснодарского края — всего в 20 км от районного центра по реке Ея проходит граница с Ростовской областью. Граничит с Кущёвским, Каневским, Ленинградским, Щербиновским районами края, а на севере — по реке Ея — с Азовским районом Ростовской области.

## История
- Район был образован 2 июня 1924 года в составе Донского округа Юго-Восточной области. В его состав вошла часть территории упраздненного Ейского отдела Кубано-Черноморской области. Первоначально район включал в себя 9 сельских советов: Албашский, Елисаветовский, Новодеревянковский, Канеловский, Новоминский, Новоясенский, Отрадовский, Староминский, Царь-Дарский.
- С 16 ноября 1924 года район в составе Северо-Кавказского края, с 10 января 1934 года — в составе Азово-Черноморского края.
- 31 декабря 1934 года из части территории района были выделены Новоминской район и Штейнгартовский район с центром в станице Шкуринской.
- С 13 сентября 1937 года Староминский район в составе Краснодарского края.
- 22 августа 1953 года в состав района вошли Большекозинский, Канеловский, Красносельский, Шкуринский сельсоветы упраздненного Штейнгартовского района.
- С 11 февраля 1963 года по 30 декабря 1966 года район был упразднен, его территория входила в состав Каневского района.
- В 1993 году была прекращена деятельность сельских Советов, территории сельских администраций преобразованы в сельские округа.
- В 2005 году в муниципальном районе в границах сельских округов были образованы 5 сельских поселений.

## Население
| 1939    | 1959    | 1970    | 1979    | 1989    | 2002    | 2006    | 2010    | 2011    |
| ------- | ------- | ------- | ------- | ------- | ------- | ------- | ------- | ------- |
| 24 991  | ↗48 081 | ↘40 343 | ↗40 374 | ↗41 524 | ↘41 097 | ↘41 072 | ↘40 755 | ↘40 671 |
| 2012    | 2013    | 2014    | 2015    | 2016    | 2017    | 2018    | 2019    | 2020    |
| ↘40 612 | ↗40 764 | ↘40 615 | ↘40 594 | ↗40 741 | ↗40 877 | ↘40 761 | ↘40 708 | ↘40 640 |
| 2021    | 2023    | 2025    |         |         |         |         |         |         |
| ↘39 599 | ↘39 472 | ↘39 043 |         |         |         |         |         |         |

Население района на 01.01.2006 года составило 41 072 человека, все сельские жители. Среди всего населения мужчины составляют — 46,8 %, женщины — 53,2 %. Женского населения фертильного возраста — 10538 человек (48,3 % от общей численности женщин). Дети от 0 до 17 лет — 8741 человек (21,3 % всего населения), взрослых — 33331 человек (78,7 % всего населения). В общей численности населения — 24419 (59,5 %) — это лица трудоспособного возраста, 22,5 % — пенсионеры..
Национальный состав
По итогам переписи населения 2020 года проживали следующие национальности (национальности менее 0,1 % и другое см. в сноске к строке «Другие»):
| Национальность | Численность, чел. | Доля     |
| -------------- | ----------------- | -------- |
| Русские        | 38 566            | 97,39 %  |
| Армяне         | 298               | 0,75 %   |
| Цыгане         | 193               | 0,49 %   |
| Украинцы       | 99                | 0,25 %   |
| Грузины        | 53                | 0,13 %   |
| Другие         | 390               | 0,99 %   |
| Итого          | 39 599            | 100,00 % |

## Административно-муниципальное устройство
В рамках административно-территориального устройства края, Староминский район включает 5 сельских округов.
В рамках организации местного самоуправления в Староминский район входят 5 муниципальных образований нижнего уровня со статусом сельских поселений:
| № | Муниципальное образование        | Административный центр | Количество населённых пунктов | Население (чел.) | Площадь (км²) |
| - | -------------------------------- | ---------------------- | ----------------------------- | ---------------- | ------------- |
| 1 | Канеловское сельское поселение   | станица Канеловская    | 4                             | ↘4142            | 226,52        |
| 2 | Куйбышевское сельское поселение  | хутор Восточный Сосык  | 7                             | →1804            | 107,39        |
| 3 | Новоясенское сельское поселение  | станица Новоясенская   | 2                             | ↘875             | 69,33         |
| 4 | Рассветовское сельское поселение | посёлок Рассвет        | 6                             | ↘2097            | 151,07        |
| 5 | Староминское сельское поселение  | станица Староминская   | 2                             | ↘30 554          | 506,02        |

## Населённые пункты
В Староминском районе 21 населённый пункт:
| №  | Населённый пункт | Тип     | Население | Муниципальное образование        |
| -- | ---------------- | ------- | --------- | -------------------------------- |
| 1  | Весёлый          | хутор   | ↘192      | Куйбышевское сельское поселение  |
| 2  | Восточный        | посёлок | ↗286      | Рассветовское сельское поселение |
| 3  | Восточный Сосык  | хутор   | ↘1163     | Куйбышевское сельское поселение  |
| 4  | Дальний          | посёлок | ↘231      | Рассветовское сельское поселение |
| 5  | Ейский           | хутор   | ↘193      | Канеловское сельское поселение   |
| 6  | Жёлтые Копани    | хутор   | ↘275      | Староминское сельское поселение  |
| 7  | Западный Сосык   | хутор   | ↘318      | Куйбышевское сельское поселение  |
| 8  | Заря             | посёлок | ↘251      | Рассветовское сельское поселение |
| 9  | Канеловская      | станица | ↘3842     | Канеловское сельское поселение   |
| 10 | Мирный           | хутор   | ↘98       | Куйбышевское сельское поселение  |
| 11 | Набережный       | хутор   | ↗22       | Куйбышевское сельское поселение  |
| 12 | Новоясенская     | станица | ↘599      | Новоясенское сельское поселение  |
| 13 | Орлово-Кубанский | посёлок | ↘245      | Канеловское сельское поселение   |
| 14 | Первомайский     | посёлок | ↗457      | Рассветовское сельское поселение |
| 15 | Первомайское     | село    | ↘91       | Канеловское сельское поселение   |
| 16 | Придорожный      | посёлок | →145      | Рассветовское сельское поселение |
| 17 | Рассвет          | посёлок | ↗1377     | Рассветовское сельское поселение |
| 18 | Староминская     | станица | ↗30 362   | Староминское сельское поселение  |
| 19 | Сторожи Вторые   | хутор   | ↗101      | Куйбышевское сельское поселение  |
| 20 | Сторожи Первые   | хутор   | ↘170      | Куйбышевское сельское поселение  |
| 21 | Ясени            | хутор   | ↘412      | Новоясенское сельское поселение  |

## Экономика
Основу экономического потенциала района составляет сельскохозяйственный комплекс, перерабатывающая промышленность, транспорт, строительный комплекс, торговля.
Основные направления АПК района — земледелие, животноводство, переработка сельхозпродукции.

## СМИ
Радиовещание в Староминском районе осуществляет медиакомпания "Орион Юг". На частоте 91,5 МГц в эфир выходит радиоканал "радио УДАЧА - Староминская" (сетевой партнер радио ДАЧА). Сигнал радиостанции уверенно принимается на свей территории района.

## См.также
- Административное деление Краснодарского края
- Флаг Староминского района